# Fernando Maio de Paiva
Fernando Maio de Paiva (São Pedro do Sul, 26 de novembro de 1962) é um prelado português da Igreja Católica, atual bispo de Beja.

## Biografia
Depois de estudar engenharia electrónica, obteve a licenciatura em teologia e a licenciatura em filosofia pela Universidade Católica Portuguesa, e frequentou o curso de Gestão de Organizações Sociais na AESE Business School, em Lisboa.
Após a passagem do Seminário de São Paulo de Almada para a tutela da Diocese de Setúbal, Fernando Paiva foi o primeiro aluno a ser inteiramente formado nesta instituição, recebendo a ordenação presbiteral a 10 de abril de 2005, pelas mãos de D. Gilberto Canavarro dos Reis e foi incardinado na Diocese de Setúbal.
Após ordenado, foi vigário paroquial de Nossa Senhora da Anunciada (2005); formador e ecónomo do Seminário São Paulo de Almada (2005-2017); vigário forâneo; membro do Conselho Presbiteral, do Colégio de Consultores e da Comissão Diocesana para a Proteção de Menores e Pessoas Vulneráveis; delegado para a Formação do Clero; presidente da Comissão Gestora do Fundo Diocesano para o Clero e de 2017 a 2024, pároco da Igreja de Nossa Senhora da Anunciada em Setúbal e de 2023 a 2024, vigário-geral.
Em 21 de março de 2024, foi nomeado pelo Papa Francisco como bispo de Beja. Recebeu a ordenação episcopal a 7 de julho seguinte, na Catedral de Beja, de D. Francisco José Villas-Boas Senra de Faria Coelho, arcebispo de Évora, coadjuvado por D. José João dos Santos Marcos, bispo emérito de Beja e pelo cardeal D. Américo Aguiar, bispo de Setúbal.